# Jamie Foxx

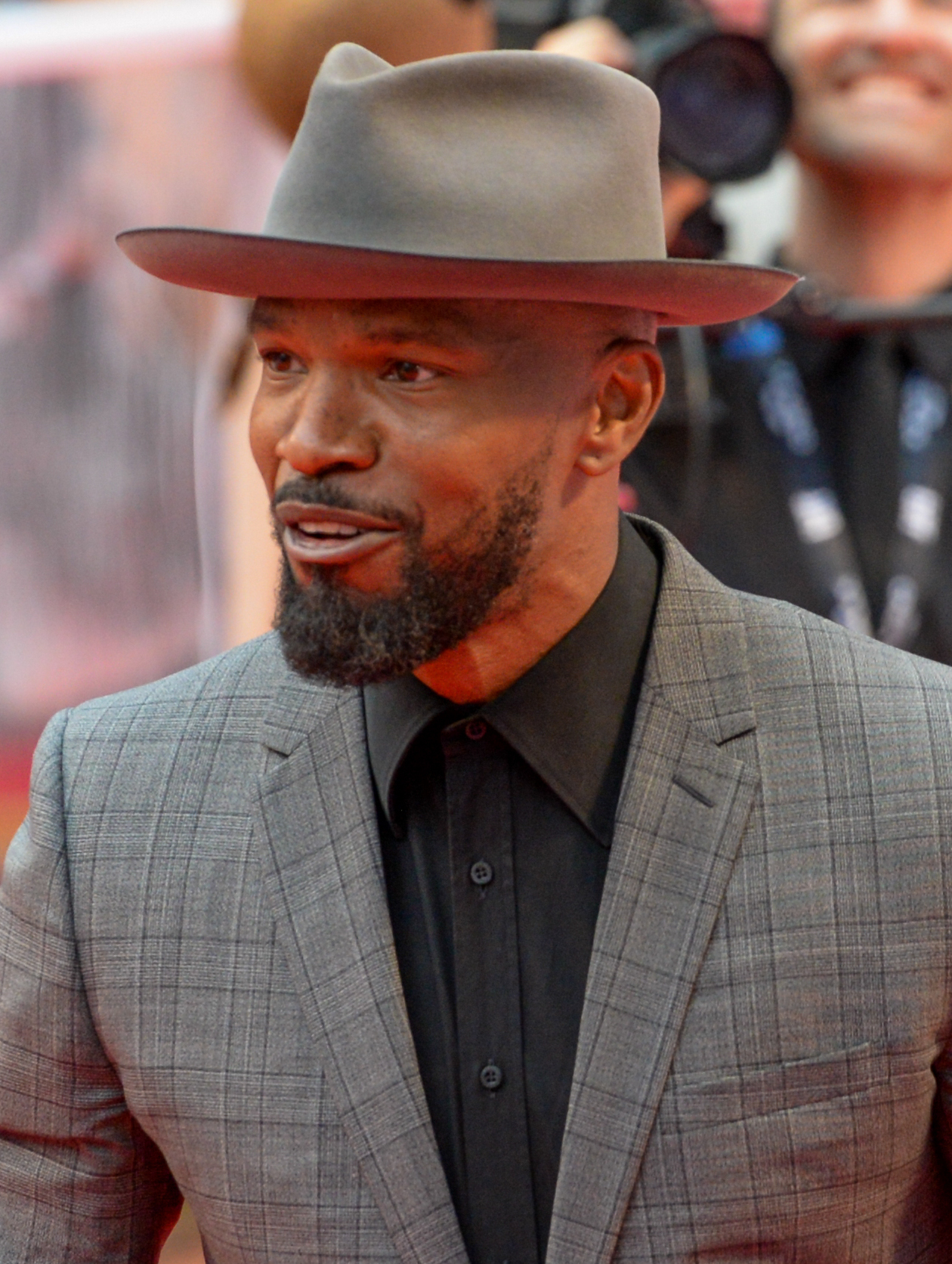
Jamie Foxx auf dem Toronto International Film Festival 2019

Jamie Foxx (* 13. Dezember 1967 als Eric Marlon Bishop in Terrell, Kaufman County, Texas) ist ein US-amerikanischer Schauspieler, Musiker und Komiker. Er wurde als dritter afroamerikanischer Schauspieler für eine Hauptrolle mit dem Oscar ausgezeichnet.

## Leben
Jamie Foxx wuchs bei seiner Großmutter auf; seine Eltern hatten sich scheiden lassen, als er sieben Monate alt war. Auf Druck seiner Großmutter lernte er Klavier spielen. Foxx wollte nach der Schule zunächst zur Army gehen, bekam aber von seinem Ausbilder den Rat, etwas aus seinen künstlerischen Talenten zu machen. So begann er eine Karriere als Standup-Comedian in kleinen Clubs in Los Angeles, wo er unter anderem Ronald Reagan imitierte. Er wirkte Anfang der 1990er Jahre in der TV-Comedy In Living Color mit. Mit der seit 1996 ausgestrahlten Sitcom Jamie Foxx Show und diversen anderen Sketch-Shows wurde er in den USA bekannt. 1997 und 2000 ging er mit seinem Programm auf Tournee. Der von ihm gewählte Künstlername Foxx ist ein Tribut an den US-amerikanischen Comedian Redd Foxx, der wiederum seinen Künstlernamen in Anlehnung an den Baseball-Star Jimmie Foxx gewählt hatte, der 1967, im Geburtsjahr von Jamie Foxx, starb.

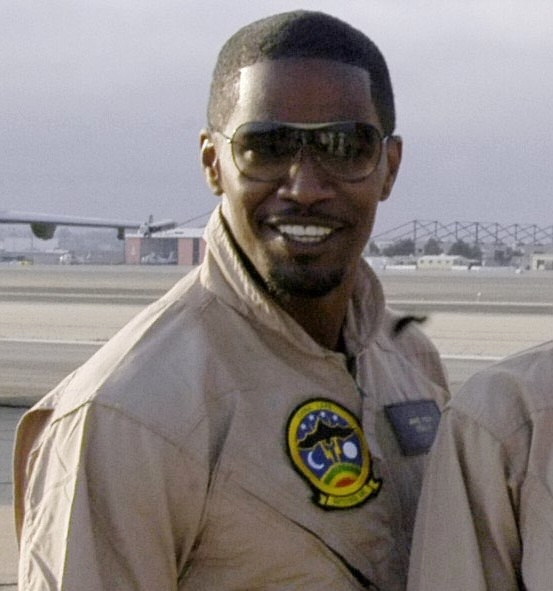
Jamie Foxx (2005)

Auch musikalisch feierte Foxx Erfolge. Sein erstes Album mit dem Titel Peep This kletterte 1995 bis auf Platz 12 der US-Billboard-Charts. Das Nachfolgewerk Unpredictable erreichte im Dezember 2005 sogar kurzzeitig Platz 1. 2010 sang er bei We Are the World 25 for Haiti mit und setzte sich damit für Haiti ein.
Seine erste Filmrolle übernahm er an der Seite von Robin Williams in dem Film Toys. Nachdem er zunächst in Komödien gespielt hatte, erhielt er seine erste ernste Rolle in dem Football-Drama An jedem verdammten Sonntag von Oliver Stone. Zum Durchbruch verhalf ihm die Rolle als Gegenspieler von Tom Cruise in Collateral (2004), die ihm seine erste Oscar-Nominierung (2005, als bester Nebendarsteller) einbrachte. Für den Film Ray (2004), in welchem er den blinden legendären Musiker Ray Charles verkörperte, gewann er 2005 den Golden Globe in der Kategorie Bester Hauptdarsteller in einer Komödie/Musical und den Oscar als bester Hauptdarsteller. Damit wurde Foxx nach Sidney Poitier (1963, Lilien auf dem Felde) und Denzel Washington (2002, Training Day) der dritte afroamerikanische Schauspieler mit einem Hauptrollen-Oscar.
2006 spielte er neben Jennifer Hudson, Anika Noni Rose und Beyoncé Knowles eine Hauptrolle in dem Film Dreamgirls, der zwei Oscars gewann.
Für den US-amerikanischen 3D-Animationsfilm Rio (2011) synchronisierte er den Gelbbauchgirlitz Nico.
Foxx ist Vater von zwei Töchtern. Im Juli 2023 machte Foxx publik, im selben Jahr krankheitsbedingt „durch die Hölle und zurück“ gegangen zu sein; er habe zeitweise nicht gewusst, ob er die Krankheit, die er zunächst nicht näher konkretisierte, überleben werde. Berichten zufolge war Foxx ab Ende April in einer „Reha-Einrichtung in Chicago“ behandelt worden, die auf „Schlaganfälle und Hirnverletzungen“ spezialisiert ist. Im Dezember 2024 offenbarte Foxx, dass seine krankheitsbedingte Auszeit wegen einer Hirnblutung und eines Schlaganfalls erfolgte.
Foxx’ Synchronsprecher ist zumeist Charles Rettinghaus. In einigen Filmen wird er auch von Dietmar Wunder gesprochen, unter anderem in Stichtag, da Rettinghaus in diesem Film schon Robert Downey Jr. synchronisierte.

## Filmografie (Auswahl)
- 1991–1994: In Living Color (Fernsehserie, 96 Episoden)
- 1992: Toys
- 1996: Roc (Fernsehserie, 7 Episoden)
- 1996: Echt super, Mr. Cooper (Hangin’ with Mr. Cooper, Fernsehserie, Episode 4x17)
- 1996: Moesha (Fernsehserie, Episode 1x06)
- 1996: Great White Hype – Eine K.O.Mödie (The Great White Hype)
- 1996: Lügen haben lange Beine (The Truth About Cats & Dogs)
- 1997: Booty Call – One-Night-Stand mit Hindernissen (Booty Call)
- 1998: The Players Club
- 1999: Held Up – Achtung Geiselnahme! (Held Up)
- 1999: An jedem verdammten Sonntag (Any Given Sunday)
- 2000: Bait – Fette Beute (Bait)
- 2001: Ali
- 2003: Shade
- 2004: Breakin’ All the Rules
- 2004: Collateral
- 2004: Redemption – Früchte des Zorns (Redemption: The Stan Tookie Williams Story)
- 2004: Ray
- 2005: Stealth – Unter dem Radar (Stealth)
- 2005: Jarhead – Willkommen im Dreck (Jarhead)
- 2006: Miami Vice
- 2006: Dreamgirls
- 2007: Operation: Kingdom (The Kingdom)
- 2009: Der Solist (The Soloist)
- 2009: Gesetz der Rache (Law Abiding Citizen)
- 2010: Valentinstag (Valentine’s Day)
- 2010: I’m Still Here
- 2010: Stichtag (Due Date)
- 2011: Rio (Stimme von Nico)
- 2011: Kill the Boss (Horrible Bosses)
- 2012: Django Unchained
- 2013: White House Down
- 2014: Rio 2 – Dschungelfieber (Rio 2, Stimme von Nico)
- 2014: The Amazing Spider-Man 2: Rise of Electro (The Amazing Spider-Man 2)
- 2014: A Million Ways to Die in the West
- 2014: Kill the Boss 2 (Horrible Bosses 2)
- 2014: Annie
- 2017: Sleepless – Eine tödliche Nacht (Sleepless)
- 2017: Baby Driver
- 2018: Robin Hood
- 2019: Just Mercy
- 2020: The Masked Singer (Fernsehsendung, Gastjuror Episode 3x01)
- 2020: Project Power
- 2020: Soul (Stimme Joe Gardner)
- 2021: Dad Stop Embarrassing Me! (Fernsehserie, 8 Episoden)
- 2021: Spider-Man: No Way Home
- 2022: Day Shift
- 2023: Story Ave (als Produzent)
- 2023: God Is a Bullet
- 2023: They Cloned Tyrone (auch als Produzent)
- 2023: Krieg der Bestatter (The Burial)
- 2023: Doggy Style (Strays, Stimme von Bug)
- 2024: Not Another Church Movie
- 2025: Back in Action
- 2025: Ride or Die (als Produzent)
- 2025: Tin Soldier

## Diskografie

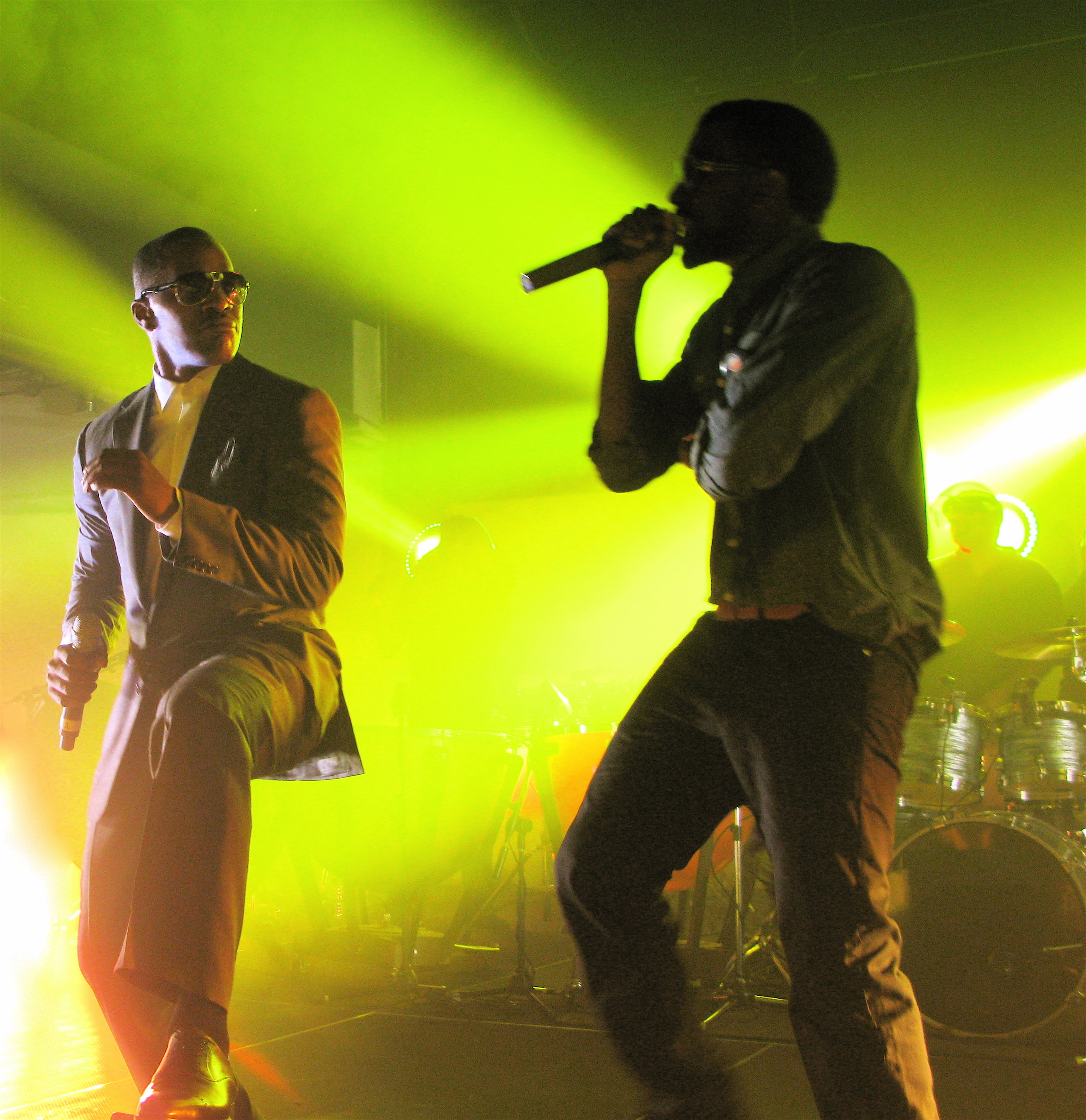
Foxx und Kanye West Live-Auftritt von „Gold Digger“

### Studioalben
| Jahr | Titel                               | Höchstplatzierung, Gesamtwochen, AuszeichnungChartplatzierungen (Jahr, Titel, Platzierungen, Wochen, Auszeichnungen, Anmerkungen) | Höchstplatzierung, Gesamtwochen, AuszeichnungChartplatzierungen (Jahr, Titel, Platzierungen, Wochen, Auszeichnungen, Anmerkungen) | Höchstplatzierung, Gesamtwochen, AuszeichnungChartplatzierungen (Jahr, Titel, Platzierungen, Wochen, Auszeichnungen, Anmerkungen) | Höchstplatzierung, Gesamtwochen, AuszeichnungChartplatzierungen (Jahr, Titel, Platzierungen, Wochen, Auszeichnungen, Anmerkungen) | Anmerkungen                             |
| Jahr | Titel                               | DE | CH | UK | US | Anmerkungen                             |
| ---- | ----------------------------------- | --- | --- | --- | --- | --------------------------------------- |
| 1994 | Peep This                           | — | — | — | US78 (10 Wo.)US | Erstveröffentlichung: 19. Juli 1994     |
| 2005 | Unpredictable                       | DE43 (3 Wo.)DE | CH66 (3 Wo.)CH | UK9 Silber · (7 Wo.)UK | US1 ×2Doppelplatin · (34 Wo.)US                                                                                                   | Erstveröffentlichung: 27. Dezember 2005 |
| 2008 | Intuition                           | — | — | — | US3 Platin · (40 Wo.)US | Erstveröffentlichung: 16. Dezember 2008 |
| 2010 | Best Night of My Life               | — | — | — | US6 (17 Wo.)US | Erstveröffentlichung: 21. Dezember 2010 |
| 2015 | Hollywood: A Story of a Dozen Roses | — | — | — | US10 (7 Wo.)US | Erstveröffentlichung: 18. Mai 2015      |

### Singles
| Jahr | Titel Album                                        | Höchstplatzierung, Gesamtwochen, AuszeichnungChartplatzierungen (Jahr, Titel, Album, Platzierungen, Wochen, Auszeichnungen, Anmerkungen) | Höchstplatzierung, Gesamtwochen, AuszeichnungChartplatzierungen (Jahr, Titel, Album, Platzierungen, Wochen, Auszeichnungen, Anmerkungen) | Höchstplatzierung, Gesamtwochen, AuszeichnungChartplatzierungen (Jahr, Titel, Album, Platzierungen, Wochen, Auszeichnungen, Anmerkungen) | Höchstplatzierung, Gesamtwochen, AuszeichnungChartplatzierungen (Jahr, Titel, Album, Platzierungen, Wochen, Auszeichnungen, Anmerkungen) | Anmerkungen                                                                  |
| Jahr | Titel Album                                        | DE | CH | UK | US | Anmerkungen                                                                  |
| --- | -------------------------------------------------- | --- | --- | --- | --- | ---------------------------------------------------------------------------- |
| 1994 | Infatuation Peep This                              | — | — | — | US92 (2 Wo.)US | Erstveröffentlichung: 16. Mai 1994                                           |
| 2003 | Slow Jamz Kamikaze / The College Dropout           | DE58 (4 Wo.)DE | — | — | US1 ×3Dreifachplatin · (22 Wo.)US | Erstveröffentlichung: 10. November 2003 Twista feat. Kanye West & Jamie Foxx |
| 2005 | Gold Digger Late Registration                      | DE35 Gold · (9 Wo.)DE | — | UK2 ×4Vierfachplatin · (74 Wo.)UK | US1 ×8Achtfachplatin + Platin (Mastertone) · (39 Wo.)US                                                                                  | Erstveröffentlichung: 5. Juli 2005 Kanye West feat. Jamie Foxx               |
| 2005 | Extravaganza Unpredictable                         | DE99 (1 Wo.)DE | — | — | US43 (4 Wo.)US | Erstveröffentlichung: 4. Oktober 2005 feat. Kanye West                       |
| 2005 | Unpredictable                                      | DE73 (4 Wo.)DE | CH85 (1 Wo.)CH | UK16 (8 Wo.)UK | US8 Platin · (22 Wo.)US | Erstveröffentlichung: 18. Oktober 2005 feat. Ludacris                        |
| 2006 | DJ Play a Love Song Unpredictable                  | — | — | — | US45 Gold · (14 Wo.)US | Erstveröffentlichung: 10. Januar 2006 feat. Twista                           |
| 2006 | Live in the Sky King                               | — | — | — | US83 (1 Wo.)US | Erstveröffentlichung: 5. September 2006 T.I. feat. Jamie Foxx                |
| 2008 | Please Excuse My Hands Definition of Real          | — | — | — | US66 (12 Wo.)US | Erstveröffentlichung: 13. Juni 2008 Plies feat. Jamie Foxx & The-Dream       |
| 2008 | Just Like Me Intuition                             | — | — | — | US49 (18 Wo.)US | Erstveröffentlichung: 19. August 2008 feat. T.I.                             |
| 2008 | She Got Her Own (Miss Independent Part 2) –        | — | — | — | US54 (20 Wo.)US | Erstveröffentlichung: 14. Dezember 2008 Ne-Yo feat. Fabolous & Jamie Foxx    |
| 2009 | Blame It Intuition                                 | — | — | — | US2 Platin (Mastertone) · (27 Wo.)US | Erstveröffentlichung: 26. Januar 2009 feat-T-Pain                            |
| 2009 | Digital Girl Intuition                             | — | — | — | US92 (1 Wo.)US | Erstveröffentlichung: 17. Juli 2009 feat. Drake, Kanye West und The-Dream    |
| 2010 | Winner Best Night of My Life                       | — | — | — | US28 (11 Wo.)US | Erstveröffentlichung: 7. April 2010 feat. Justin Timberlake & T.I.           |
| 2010 | Fall for Your Type Best Night of My Life           | — | — | — | US50 (18 Wo.)US | Erstveröffentlichung: 12. November 2010 feat. Drake                          |
| 2015 | You Changed Me Hollywood: A Story of a Dozen Roses | — | — | — | US93 (2 Wo.)US | Erstveröffentlichung: 12. März 2015 feat. Chris Brown                        |
| Folgende Lieder erschienen nicht als Single, wurden aber durch das Album zum Download und Streaming bereitgestellt und konnten somit eine Platzierung erlangen: |                                                    | | | | |                                                                              |
| |                                                    | | | | |                                                                              |
| 2016 | Jam Islah                                          | — | — | — | US97 (1 Wo.)US | Kevin Gates feat. Trey Songz, Jamie Foxx & Ty Dolla Sign                     |

Weitere Singles
- 1994: Experiment
- 2006: Can I Take U Home
- 2010: Living Better Now (feat. Rick Ross)
- 2011: Best Night of My Life (feat. Wiz Khalifa)
- 2014: Party Ain't a Party (feat. 2 Chainz)
- 2014: Ain't My Fault
- 2015: Baby's in Love (feat. Kid Ink)
- 2015: In Love by Now

### Videoalben
- 2005: I Might Need Security (US: ×2Doppelplatin )

## Auszeichnungen
- Oscar

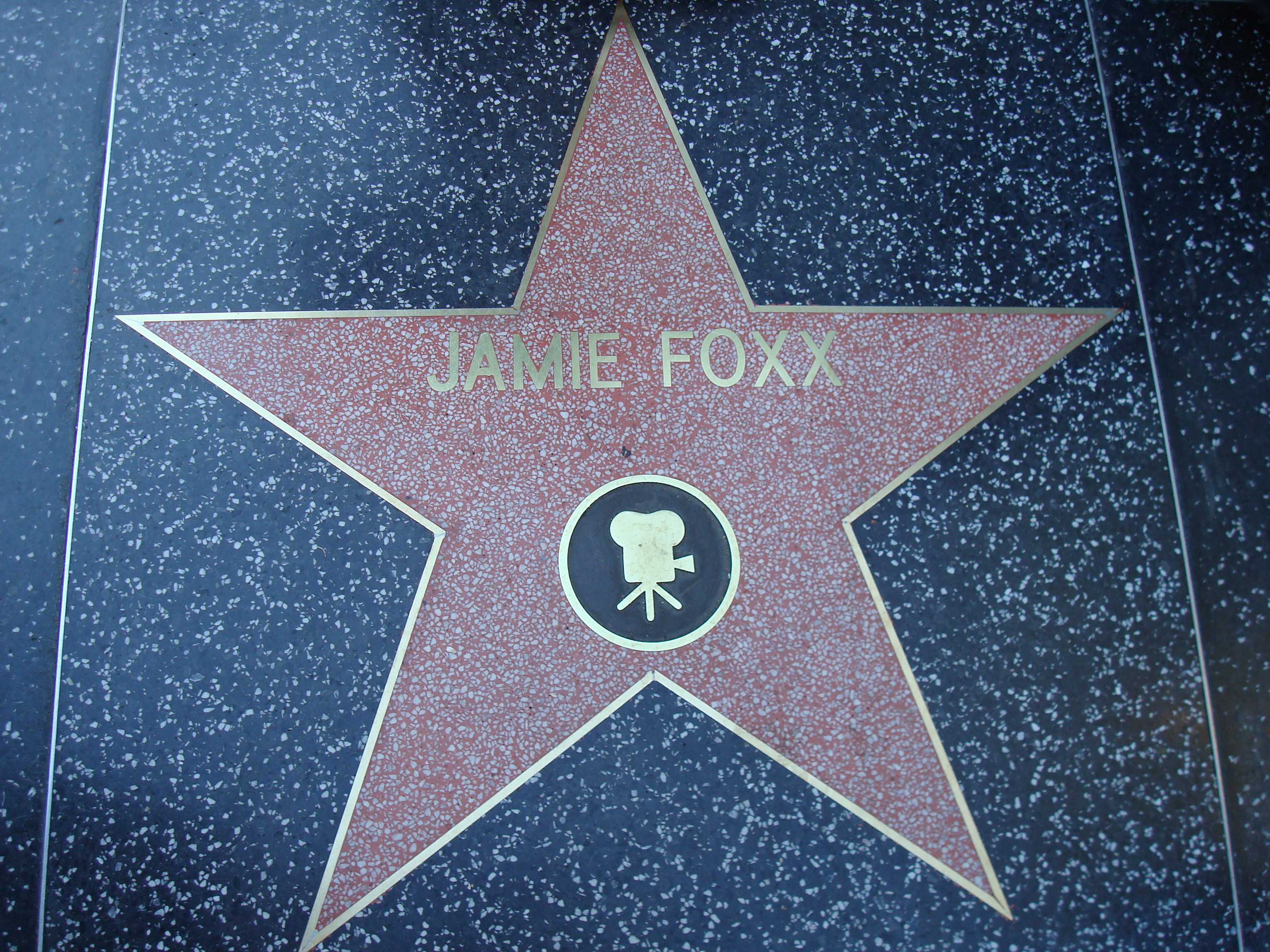
Foxx’ Stern auf dem Hollywood Walk of Fame

  - 2005: Bester Schauspieler in einer Hauptrolle für Ray
  - 2005: Nominierung als bester Nebendarsteller für Collateral
- Golden Globe
  - 2005: Beste Leistung eines Schauspielers in einem Kinofilm – Musical oder Comedy für Ray
  - 2005: Nominierung, Beste Leistung eines Schauspielers in einer Nebenrolle in einem Kinofilm für Collateral
  - 2005: Nominierung, Beste Leistung eines Schauspielers in einer Mini-Serie oder Film für das Fernsehen für Redemption – Früchte des Zorns
- Goldene Himbeere
  - 2019: Nominierung als Schlechtester Nebendarsteller für Robin Hood

Nach Frank Sinatra, Cher, Barbra Streisand, Bing Crosby und Eminem ist er der sechste Künstler, der sowohl einen Oscar gewonnen als auch einen Nummer-1-Hit gelandet hat.
- Jupiter
  - 2006: Bester Darsteller international für Ray
- American Music Awards
  - 2009: Nominierung: Soul/R&B - Favorite Male Artist
- Grammy
  - 2010: Blame it
- Kansas City Film Critics Circle: Bester Darsteller für Ray
- Las Vegas Film Critics Society: Bester Darsteller für Ray
- London Film Critics Circle: Bester Darsteller für Ray
- National Board of Review: Bester Darsteller für Ray
- National Society of Film Critics: Bester Darsteller für Ray
- Online Film Critics Society: Bester Darsteller für Ray
- Phoenix Film Critics Society: Bester Darsteller für Ray
- PRISM Awards: Bester Darsteller für Ray
- Satellite Awards: Bester Darsteller für Ray
- Screen Actors Guild: Bester Darsteller für Ray
- Seattle Film Critics: Bester Darsteller für Ray
- Southeastern Film Critics Association: Bester Darsteller für Ray
- Vancouver Film Critics Circle: Bester Darsteller für Ray